# To Live Is to Die
To Live Is to Die è un brano musicale del gruppo musicale statunitense Metallica, ottava traccia del quarto album in studio ...And Justice for All, pubblicato il 25 agosto 1988.

## Descrizione
Dedicata al bassista Cliff Burton (che compose il brano insieme a Hetfield e Ulrich), scomparso in un incidente nel settembre 1986, il brano è prevalentemente strumentale. Il testo si riduce a questi versi (in parlato): 
La poesia, della quale la prima e la seconda frase sono tratte rispettivamente da una frase del poeta tedesco settecentesco Paul Gerhardt e dalla serie di romanzi Le cronache di Thomas Covenant l'incredulo di Stephen R. Donaldson, che aveva particolarmente colpito Burton, era stata annotata da quest'ultimo nel suo diario poche settimane prima della sua morte.
Dal vivo il brano non venne mai eseguito integralmente ma vennero eseguiti soltanto alcune jam nel corso degli anni novanta (nell'album dal vivo Live Shit: Binge & Purge è presente una jam della strumentale). Il 7 dicembre 2011, in occasione del concerto del 30º anniversario dei Metallica, il brano fu eseguito per la prima volta dal vivo, con ovviamente Robert Trujillo al basso.

## Formazione
- James Hetfield – chitarra ritmica, voce, arrangiamento, chitarra acustica, secondo assolo di chitarra
- Lars Ulrich – batteria, arrangiamento
- Kirk Hammett – chitarra solista
- Jason Newsted – basso